# Haptogenys bipunctata
Haptogenys bipunctata es una especie de pez de la familia Blenniidae en el orden de los Perciformes. Es la única especie del género Haptogenys.

## Reproducción
Es ovíparo.

## Hábitat
Es un pez de mar y de clima tropical.

## Distribución geográfica
Se encuentra en el Índico y el oeste del Pacífico.